# Ботошани
Ботоша́ни, Ботоша́нь (рум. Botoșani) — город в Румынии, в регионе Молдова, административный центр одноименного жудеца.
Город богат памятниками православной архитектуры Средневековья и Нового времени.

## История
Название Ботошань, вероятно, восходит к боярской семье Боташ, которая упоминается как один из важнейших родов Молдавии времён правления Стефана Великого (конца XV века), и фигурирует в хрониках начиная с XI века.
Сам город впервые упоминается в летописи историка Григоре Уреке Letopiseţul Ţării Moldovei, охватывающей историю региона с 1359 по 1594, в которой отмечено опустошительное нашествие на город татар 28 ноября 1493 года.
Город благодаря своему географическому положению на стыке важных торговых путей был изначально местом проведения ярмарок. Уже в XVI веке ярмарка в Ботошанах считалась старейшей и крупнейшей во всей Молдавии. Крупные общины армянских и еврейских торговцев возникли в городе в XVII веке.
После 1775 года, когда Буковина была присоединена к империи Габсбургов, наблюдался рост еврейской общины города, которая в следующем веке составляла большинство населения города. В конце XIX века Ботошаны утрачивают прежнюю роль крупного торгового центра в связи со строительством железных дорог.
Освобожден от немецких войск 7 апреля 1944 года войсками 2 УФ в ходе Уманско-Ботошанской операции: 40 А — 232 сд (генерал-майор Козырь Максим Евсеевич), 51 ск (генерал-майор Авдеенко Пётр Петрович).
Во второй половине XX века город значительно вырос за счёт внутренних миграций сельского населения, которого привлекала работа на крупных промышленных предприятиях, созданных здесь в советское время. До сих пор население города производит 70 % ВРП уезда, хотя составляет лишь 25 % его жителей.

## Население
| Население Ботошани в разные годы |           |
| Год                              | Население |
| 1900                             | 32 193    |
| 1912                             | 32 574    |
| 1930                             | 32 355    |
| 1948                             | 29 145    |
| 1956                             | 29 569    |
| 1966                             | 35 220    |
| 1977                             | 63 182    |
| 1992                             | 126 145   |
| 2002                             | 115 070   |
| 2009                             | 110 110   |
| 2011                             | 100 899   |
| 2021                             | 90 010    |

В 2002 году население составляло 115,1 тысяч жителей:
- румыны: 98,1 %
- цыгане: 1,0 %
- липоване: 0,6 %
- евреи: 0,06 %
- другие народы: 0,24 %

## Города-побратимы
Ботошань является городом-побратимом следующих городов:
- Брест, Белоруссия
- Лаваль, Квебек, Канада
- Дрокия, Молдова
- Бельцы, Молдова

## Известные уроженцы
- Оприш, Михай (1930—2021) — румынский писатель, сценарист и кинопродюсер.
- Эминеску, Михай (1850—1889) — румынский поэт, классик румынской литературы